# Charles Bond (pilot)

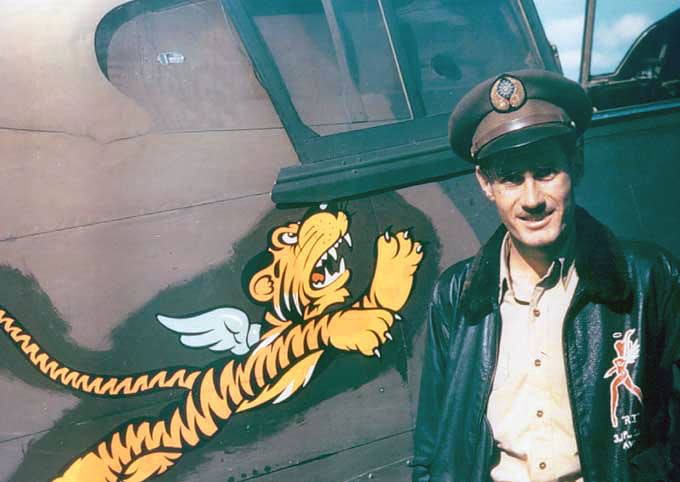
Oznaka Latających Tygrysów zaprojektowana przez The Walt Disney Company, namalowana na boku jednego z samolotów tej jednostki

Charles Rankin Bond Jr. (ur. 22 kwietnia 1915 w Dallas w stanie Teksas, zm. 18 sierpnia 2009 tamże) – amerykański pilot i oficer lotnictwa. Służył w Latających Tygrysach w Birmie i w Chinach podczas II wojny światowej. Zestrzelony dwukrotnie. Na swoim koncie miał 9,5 zestrzelonych japońskich samolotów. Następnie służył w Związku Radzieckim jako asystent i pilot osobisty Averella Harrimana. Doszedł do stopnia generała brygady i w czasie wojny wietnamskiej był zastępcą dowódcy 2. Dywizjonu Powietrznego w Wietnamie oraz Thirteenth Air Force na Filipinach. Odszedł ze służby w 1968 roku, będąc dowódcą Twelfth Air Force. W 1984 roku opublikował on swój pamiętnik ze służby w Latających Tygrysach, który stał się bestsellerem.

## Życiorys

### Lata młodości
Bond urodził się w Dallas w stanie Teksas jako syn Charlesa R. Bonda Sr. i Magnolii Turner Bond. Jego ojciec posiadał małą firmę zajmującą się sprzedażą farb i tapet. Bond był wzorowym uczniem w liceum i uczestniczył w szkoleniu oficerów rezerwy. Wstąpił do Gwardii Narodowej Teksasu jeszcze podczas liceum. Jednak jego rodzina nie była w stanie z powodów finansowych wysłać go na studia. W 1935 roku zaciągnął się do armii amerykańskiej i zapisał się na kurs przygotowawczy na West Point mając nadzieje na bycie przyjętym na studia w tej Akademii Wojskowej. Nie został jednak ostatecznie przyjęty na Akademię i wrócił wtedy do domu, aby pracować u ojca w sklepie z farbami.
W 1938 roku Bond dowiedział się o istnieniu programu dzięki któremu absolwenci liceum mogli podejść do egzaminu tożsamego z akademickim egzaminem, po zdaniu którego mogli zostać przyjęci na pilota w United States Army Air Corps. Bond zdał ten egzamin i zgłosił się do Randolph Air Force Base jako uczeń pilotażu. Otrzymał on licencję pilota w styczniu 1939 roku. W lutym 1939 roku został przeniesiony do 2. Grupy Bombowej w Langley w stanie Wirginia, gdzie służył pod dowództwem Curtisa E. LeMaya. W marcu 1941 roku został przeniesiony do nowo utworzonego dowództwa United States Army Air Corps w Long Beach w stanie Kalifornia.

### II wojna światowa
W czerwcu 1941 roku Bond dowiedział się o formowaniu amerykańskiej grupy ochotniczej pod dowództwem Claira Chennaulta. Bond natychmiast zgłosił się na ochotnika i we wrześniu 1941 roku wyjechał, aby służyć na Pacyfiku. Po zatrzymaniu się na Hawajach, Jawie i w Singapurze dotarł ostatecznie do Birmy 12 listopada 1941 roku. Oddział mieszczący się w Birmie i w Chinach miał za zadanie ochronę szlaków zaopatrzenia między Chinami a Birmą oraz zaopatrywanie wojsk chińskich walczących z Japończykami. Grupa wsławiła się zestrzeleniem 299 japońskich samolotów. Nazwano ich Latającymi Tygrysami. Podglądnawszy samoloty RAF-u w Afryce Północnej, grupa malowała szczęki rekinów na dziobach swoich samolotów. Bond był pierwszym, który przemalował tak swojego P-40. Wsławił się on zestrzeleniem 9,5 samolotów, w tym trzech w czasie jednej misji w 1942 roku. Bond był także dwa razy zestrzelony w czasie służby w Latających Tygrysach. W maju 1942 roku zestrzelono go nad Paoshanem w Chinach. Wyskoczył ze spadochronem i lądował na cmentarzu. Został poparzony i hospitalizowany. Powrócił jednak do służby i już w czerwcu 1942 roku został ponownie zestrzelony. W czasie zestrzelenia doznał urazów głowy, ale już po tygodniu powrócił do służby.
Piloci Latających Tygrysów otrzymywali po 500 $ za każdy zestrzelony samolot, a Bond zużył te pieniądze pomagając kupić rodzicom dom. Odznaczony chińskim Orderem Chmury i Sztandaru (piątego stopnia) oraz Medalem Skrzydła z Siedmioma Gwiazdami. Oprócz tych chińskich orderów został także odznaczony Air Force Distinguished Service Medal, Legion of Merit z jednym wieńcem dębowym, Army Commendation Medal, Distinguished Flying Cross i Purple Heart oraz jeszcze kilkoma innymi medalami za służbę i inne kampanie.
Bond wrócił do Stanów Zjednoczonych w 1942 roku i został uhonorowany przez Izbę Handlu w Dallas jako jeden z najbardziej zasłużonych młodych obywateli stanu Teksas. W październiku 1942 roku powrócił do służby w Korpusie Powietrznym Armii i pozostałą część działań wojennych spędził jako asystent i pilot osobisty Averella Harrimana, słynnego amerykańskiego ambasadora w Związku Radzieckim. W tym czasie Bond spotkał się z radzieckim premierem Stalinem i z wieloma innymi radzieckim urzędnikami. Bond był raz zmuszony dokonać także przymusowego lądowania w Stalingradzie, już po słynnej bitwie o to miasto.

### Służba po wojnie

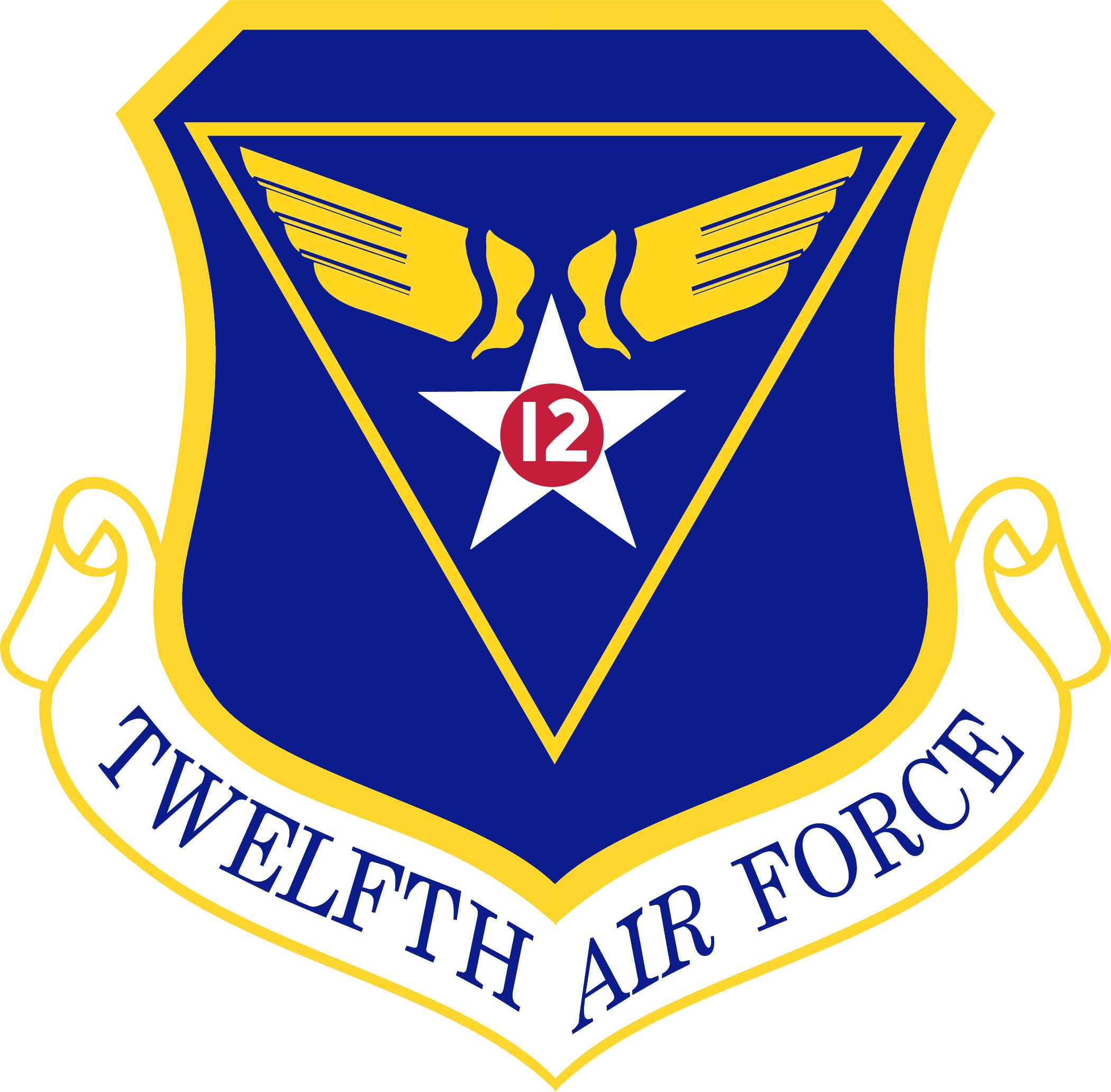
W momencie przejścia na emeryturę, Bond był dowódcą Twelfth Air Force (insygnia na zdjęciu)

W 1949 roku Bond otrzymał tytuł inżyniera na Texas A&M University. Służył krótko jako pilot cywilny, ale po kilku miesiącach powrócił do służby w armii.
W 1957 roku jako generał brygady objął dowództwo nad 25. Obronnym Dywizjonem Powietrznym z siedzibą w McChord Air Force Base.
Podczas konfliktu w Wietnamie służył jako zastępca dowódcy 2. Dywizjonu Powietrznego (w Wietnamie) i Thirteenth Air Force na Filipinach. W 1967 i 1968 roku był dowódcą Twelfth Air Force w Waco w Teksasie. W styczniu 1968 roku prezydent Lyndon Johnson wręczył Bondowi Flagę Minutemanu podczas uroczystości w Bergstrom Air Force Base w Teksasie. Bond przyjął flagę w imieniu całej Twelfth Air Force. Przeszedł w stan spoczynku w tym samym roku.

### Późniejsze lata
Po przejściu w stan spoczynku Bond pracował jako konsultant dla Texas Instruments przez kolejne dziesięć lat. Pracował też do 1983 roku dla firmy budowlanej produkującej okna w dachach. W 1983 roku definitywnie przeszedł na emeryturę w wieku 68 lat.
W 1984 roku Bond został współautorem pamiętnika Latających Tygrysów wraz z Terrym H. Andersonem – historykiem na Texas A&M University. Książka stała się bestsellerem, a Bond opisywał w niej wydarzenia dzień po dniu w latach 1941–1942, kiedy służył w Latających Tygrysach.
Bond zmarł w Dallas z powodu powikłań zaawansowanej demencji starczej.